# Pius Paschke
Pius Paschke (* 20. Mai 1990 in München) ist ein deutscher Skispringer. Bei den Nordischen Skiweltmeisterschaften 2021 in Oberstdorf wurde er Weltmeister im Team.

## Werdegang

### Anfänge (bis 2012)
Paschke, der für den WSV Kiefersfelden startet, begann im Alter von vier Jahren mit dem Skisport und gab sein internationales Debüt im Februar 2005 bei FIS-Springen in Hinterzarten. Im September 2007 kam er in Oberwiesenthal erstmals im FIS Cup zum Einsatz. 2008 wurde Paschke Deutscher Jugendmeister. Bis 2010 startete Paschke vorrangig im FIS- sowie im Alpencup. Dabei verzeichnete er vor allem ab Januar 2010 eine deutliche Leistungssteigerung. So gelang ihm beim Alpencup in Lauscha als Vierter ein Platz nur knapp hinter dem Podest. Am 13. und 14. März 2010 debütierte Paschke im finnischen Kuusamo schließlich im Continental Cup und belegte dabei den 38. und 37. Platz. Seine ersten Continental-Cup-Punkte sammelte er im September des Jahres mit einem 23. Platz in Almaty. Trotz dieses ersten Erfolges blieb Paschke auch weiterhin nur im Perspektivkader des Deutschen Skiverbands und startete auch weiterhin häufig im FIS-Cup.
Bei den Deutschen Meisterschaften 2011 in Hinterzarten gewann Paschke im Team-Wettbewerb zusammen mit Michael Neumayer, Marinus Kraus und Severin Freund den Titel. Im Januar 2013 erreichte Paschke im Continental Cup von Titisee-Neustadt als Siebenter erstmals eine Platzierung unter den besten zehn. Bei den Deutschen Meisterschaften 2013 gehörte er wie auch 2012 zum Team Bayern II und gewann mit Christian Heim, Michael Dreher und Markus Eisenbichler die Bronzemedaille.

### Continental Cup und Weltcup-Teilnahmen (2012–2019)
Erstmals mit der Saison 2012/13 nahm Paschke beinahe an jedem Wettkampf des Continental Cups teil. Dabei gelangen ihm im März 2013 in Liberec und Vikersund zwei vierte Plätze. Auch in die Sommerspringen startete er mit einem guten vierten Platz in Stams. Bei seinem Debüt im Weltcup belegte er am 21. Dezember 2013 in Engelberg den 47. Platz, beim zweiten Einzel einen Tag später kam er auf den 41. Platz. Zurück im Continental Cup wurde er auf gleicher Schanze nur fünf Tage später Fünfter. Am 11. Januar 2014 stand er in Courchevel als Zweiter erstmals auf dem Podium in einem Continental Cup. Auch bei den folgenden Springen in Sapporo zeigte er mit drei Top-10-Platzierungen seine gute Form, woraufhin er für den folgenden Weltcup in Sapporo erneut eine Nominierung von Bundestrainer Werner Schuster bekam. Mit den Plätzen 41 und 44 verpasste er jedoch erneut die Punkteränge.
Zurück im Continental Cup sprang Paschke in Iron Mountain erneut nur knapp am Podest vorbei. Bei den Deutschen Meisterschaften 2014 in Hinterzarten feierte er mit dem Team Bayern II erneut einen Medaillenerfolg und sicherte sich Silber. Am 4. Oktober 2014 startete Paschke in Klingenthal erstmals im Skisprung-Grand-Prix und gewann als 30. einen Punkt. Am 14. Februar 2015 konnte er beim Skifliegen (Skisprung-Weltcup 2014/15) in Vikersund seine ersten zwei Weltcup-Punkte sammeln, indem er 29. wurde.
Bundestrainer Werner Schuster nominierte Paschke im Dezember 2015 erstmals in die Nationale Gruppe bei den Springen zur Vierschanzentournee 2015/16. In Oberstdorf konnte sich Paschke im ersten Durchgang im Duell gegen Jurij Tepeš durchsetzen und erlangte mit dem 29. Platz die ersten Weltcuppunkte in dieser Saison.
Seinen ersten Sieg im Continental Cup feierte Paschke am 16. September 2017 im norwegischen Trondheim, zwei weitere folgten daraufhin am 23. und 24. September in Râșnov. Am 9. Februar 2019 gewann er auf der Schanze Pine Mountain Jump in Iron Mountain erstmals ein Continental-Cup-Springen im Winter.

### Etablierung im Weltcup (ab 2019)
Paschke sprang in der kompletten Saison 2019/20 im Weltcup. Dabei erreichte er bis auf dreimal immer die Punkteränge. Am 11. Januar 2020 ersprang er in Predazzo von der Normalschanze mit Platz 8 seine beste Weltcupplatzierung. Am 29. Februar 2020 gewann Paschke in Lahti im Teamwettkampf mit Karl Geiger, Stephan Leyhe und Constantin Schmid erstmals ein Weltcupspringen. Beim einzigen Skifliegen der Saison flog er am Kulm seine persönliche Bestweite von 220,5 Meter. Am Ende der Saison belegte er mit 353 Punkten Platz 21 im Gesamtweltcup.
Zur Saison 2020/21 stand Paschke ebenfalls direkt zum Start im Weltcup-Aufgebot der deutschen DSV-Adler. Am 28. November 2020 konnte er mit einem 8. Platz in Kuusamo sein bestes Weltcup-Ergebnis wiederholen. Am 5. Dezember 2020 wurde der Wahl-Oberaudorfer Fünfter im russischen Nischni Tagil und konnte damit sein bestes Weltcupergebnis erzielen. Bei der Skiflug-Weltmeisterschaft 2020 in Planica wurde Paschke Elfter im Einzel. Im Teamwettbewerb gewann er mit Markus Eisenbichler, Karl Geiger und Constantin Schmid die Silbermedaille hinter Norwegen und vor Polen. Paschke konnte sich im Laufe des Dezembers 2020 immer weiter in den Top Ten des Weltcups festsetzen. In Engelberg wurde er am 20. Dezember 2020 erneut Fünfter und wiederholte damit sein bestes Weltcup-Ergebnis. Bei den Nordischen Skiweltmeisterschaften 2021 in Oberstdorf wurde er zusammen mit Severin Freund, Markus Eisenbichler und Karl Geiger Weltmeister im Team.
In der Saison 2021/22 konnte Paschke oft nicht an die guten Ergebnisse der vorherigen Saisons anschließen. Bei den Olympischen Winterspielen 2022 in Peking wurde er lediglich von der Großschanze eingesetzt und belegte dort den 28. Rang. Das Ende der Saison verpasste Paschke aufgrund einer Corona-Erkrankung. Am Ende belegte er Platz 33 im Gesamtweltcup, in der darauffolgenden Saison Platz 34.
Zu Beginn der Saison 2023/24 sprang Paschke in Ruka auf den zweiten Platz und damit erstmals im Weltcup auf das Podest. Am 16. Dezember 2023 feierte er auf der Gross-Titlis-Schanze in Engelberg im Alter von 33 Jahren seinen ersten Weltcupsieg. Er ist damit der älteste Skispringer, der zum ersten Mal einen Weltcup gewann sowie der älteste Deutsche mit einem Einzelsieg im Weltcup.
Die Saison 2024/25 begann für Paschke am 22. November 2024 in Lillehammer mit einem Sieg im Mixed-Team. An den darauffolgenden Tagen feierte er seinen zweiten Weltcupsieg und wurde einmal Zweiter. Er verließ Lillehammer damit als Führender im Gesamtweltcup. Mit 34 Jahren wurde Paschke damit der älteste Gesamtführende der bisherigen Weltcupgeschichte. An den folgenden Wochenenden konnte er weitere Weltcups gewinnen und reiste als Weltcupführender zur Vierschanzentournee an. Dort konnte jedoch nicht an diese Erfolge anknüpfen, erreichte mit einem sechsten Platz jedoch trotz allem sein bestes Tourneeergebnis und wurde bester Deutscher.

### Privates

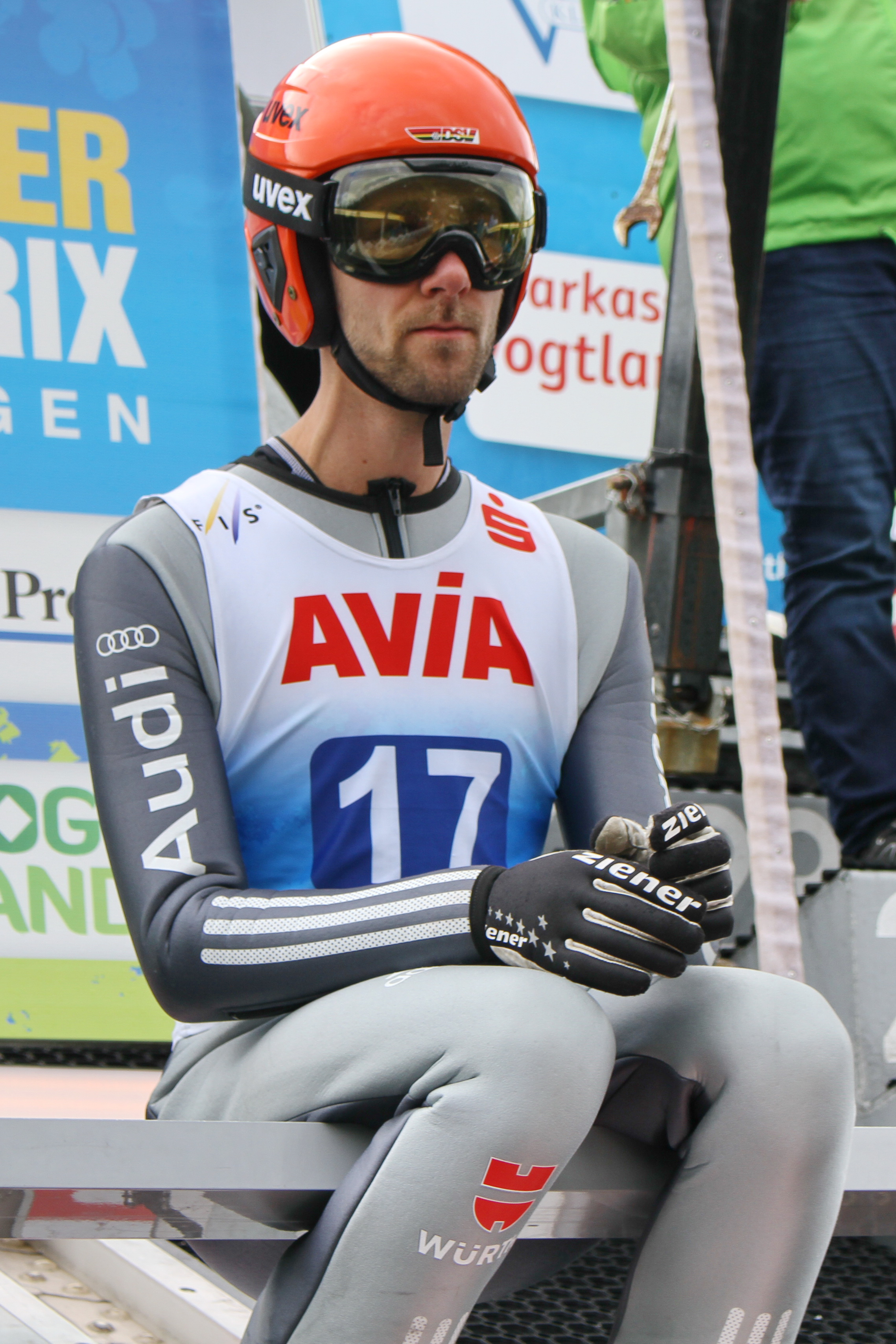
Paschke 2017

Paschke ist verheiratet und lebt derzeit in Kiefersfelden. Im Sommer 2010 hat er am Skiinternat Oberstdorf sein Abitur erfolgreich abgelegt.

## Erfolge

### Weltcupsiege im Einzel
| Nr. | Datum             | Ort              | Typ         |
| --- | ----------------- | ---------------- | ----------- |
| 1.  | 16. Dezember 2023 | Engelberg        | Großschanze |
| 2.  | 23. November 2024 | Lillehammer      | Großschanze |
| 3.  | 30. November 2024 | Kuusamo          | Großschanze |
| 4.  | 8. Dezember 2024  | Wisła            | Großschanze |
| 5.  | 14. Dezember 2024 | Titisee-Neustadt | Großschanze |
| 6.  | 15. Dezember 2024 | Titisee-Neustadt | Großschanze |

### Weltcupsiege im Team
| Nr. | Datum             | Ort              | Typ                    |
| --- | ----------------- | ---------------- | ---------------------- |
| 1.  | 29. Februar 2020  | Lahti            | Großschanze            |
| 2.  | 28. März 2021     | Planica          | Flugschanze            |
| 3.  | 22. November 2024 | Lillehammer      | Großschanze Mixed      |
| 4.  | 13. Dezember 2024 | Titisee-Neustadt | Großschanze Super Team |

### Grand-Prix-Siege im Team
| Nr. | Datum           | Ort         | Typ               |
| --- | --------------- | ----------- | ----------------- |
| 1.  | 6. Oktober 2024 | Klingenthal | Großschanze Mixed |

### Continental-Cup-Siege im Einzel
| Nr. | Datum              | Ort           | Typ           |
| --- | ------------------ | ------------- | ------------- |
| 1.  | 16. September 2017 | Trondheim     | Großschanze   |
| 2.  | 23. September 2017 | Râșnov        | Normalschanze |
| 3.  | 24. September 2017 | Râșnov        | Normalschanze |
| 4.  | 9. Februar 2019    | Iron Mountain | Großschanze   |
| 5.  | 6. Oktober 2023    | Lake Placid   | Großschanze   |

## Statistik

### Weltcup-Platzierungen
| Saison  | Platz | Punkte |
| ------- | ----- | ------ |
| 2014/15 | 82.   | 0002   |
| 2015/16 | 74.   | 0002   |
| 2017/18 | 30.   | 0090   |
| 2018/19 | 59.   | 0010   |
| 2019/20 | 21.   | 0353   |
| 2020/21 | 15.   | 0514   |
| 2021/22 | 33.   | 0174   |
| 2022/23 | 34.   | 0168   |
| 2023/24 | 10.   | 0778   |
| 2024/25 | 05.   | 1006   |

### Vierschanzentournee-Platzierungen
| Saison  | Platz | Punkte |
| ------- | ----- | ------ |
| 2015/16 | 39.   | 0331,8 |
| 2016/17 | 48.   | 0240,2 |
| 2017/18 | 39.   | 0370,2 |
| 2018/19 | 40.   | 0337,8 |
| 2019/20 | 20.   | 0880,0 |
| 2020/21 | 30.   | 0695,5 |
| 2021/22 | 29.   | 0707,3 |
| 2022/23 | 30.   | 0651,7 |
| 2023/24 | 20.   | 0914,4 |
| 2024/25 | 06.   | 1134,0 |

### Grand-Prix-Platzierungen
| Saison | Platz | Punkte |
| ------ | ----- | ------ |
| 2014   | 80.   | 0001   |
| 2015   | 83.   | 0004   |
| 2016   | 78.   | 0002   |
| 2017   | 51.   | 0031   |
| 2018   | 34.   | 0056   |
| 2019   | 47.   | 0030   |
| 2021   | 79.   | 0006   |
| 2022   | 20.   | 0073   |
| 2023   | 25.   | 0080   |
| 2024   | 22.   | 0114   |

### Continental-Cup-Platzierungen
| Saison  | Sommer | Sommer | Winter | Winter | Gesamt | Gesamt |
| Saison  | Platz  | Punkte | Platz  | Punkte | Platz  | Punkte |
| ------- | ------ | ------ | ------ | ------ | ------ | ------ |
| 2010/11 | 082.   | 022    | –      | –      | 134.   | 022    |
| 2011/12 | –      | –      | 093.   | 021    | 119.   | 021    |
| 2012/13 | –      | –      | 029.   | 258    | 041.   | 258    |
| 2013/14 | 026.   | 095    | 006.   | 567    | 006.   | 662    |
| 2014/15 | 017.   | 180    | 028.   | 289    | 019.   | 469    |
| 2015/16 | 052.   | 052    | 014.   | 459    | 019.   | 511    |
| 2016/17 | 043.   | 080    | 018.   | 398    | 021.   | 478    |
| 2017/18 | 003.   | 562    | 021.   | 360    | 005.   | 922    |
| 2018/19 | –      | –      | 005.   | 744    | 012.   | 744    |
| 2019/20 | 003.   | 556    | –      | –      | 014.   | 556    |
| 2022/23 | –      | –      | 022.   | 314    | 030.   | 314    |
| 2023/24 | 001.   | 466    | –      | –      | 020.   | 466    |